# Bahnhof Annaberg-Buchholz Süd
Der Bahnhof Annaberg-Buchholz Süd ist der Bahnhof des Stadtteils Buchholz der Großen Kreisstadt Annaberg-Buchholz im sächsischen Erzgebirgskreis. Der Stadtteil besitzt mit dem Haltepunkt Annaberg-Buchholz Mitte eine weitere Station an der Bahnstrecke Vejprty–Annaberg-Buchholz unt Bf. Auf der im Bahnhof Annaberg-Buchholz Süd abzweigenden Bahnstrecke Annaberg-Buchholz–Schwarzenberg wurde im Jahr 1997 der planmäßige Personenverkehr eingestellt.

## Lage
Der Bahnhof Annaberg-Buchholz Süd liegt im äußersten Süden des heutigen Stadtteils Buchholz der Großen Kreisstadt Annaberg-Buchholz an der Sehma. Südöstlich der Station befindet sich der ebenfalls zu Annaberg-Buchholz gehörige Ortsteil Cunersdorf.

## Geschichte

### Name
Die Station trug im Lauf der Zeit sechs verschiedene Namen, im Einzelnen waren dies:
- bis 1902: Buchholz
- bis 1905: Buchholz Bahnhof
- bis 1911: Buchholz
- bis 1933: Buchholz (Sa)
- bis 1949: Buchholz (Sachs)
- seit 1949: Annaberg-Buchholz Süd (durch die Vereinigung von Annaberg und Buchholz zu Annaberg-Buchholz)

### Betrieb
Der Bahnhof der damals selbstständigen Stadt Buchholz wurde am 3. August 1872 mit Eröffnung der Bahnstrecke Weipert-Annaberg im Süden der Stadt in Betrieb genommen. An Hochbauten waren neben dem Empfangsgebäude ein Güterschuppen mit Laderampe und Ladestraße, ein Abort und Wohnhäuser vorhanden. Weiterhin besaß die Station eine Gleiswaage, ein Lademaß, einen Lokschuppen mit einer 16 m langen Drehscheibe, einen Kohleschuppen, zwei Stellwerke und ein Rangierstellwerk. Der Zugang zu den Gleisen wird über einen Personentunnel ermöglicht. Dem Bahnwerk Buchholz war bis 1945 auch der zur Deutschen Reichsbahn gehörige Teil der Lokbehandlungsanlagen des Grenzbahnhofs Weipert (heute Vejprty) mit einer 19,5 m langen Drehscheibe unterstellt.
Seit 1889 zweigt im Bahnhof Buchholz (heute Annaberg-Buchholz Süd) die als Sekundärbahn errichtete Bahnstrecke Buchholz–Schwarzenberg als Verbindungsstrecke zur Bahnstrecke Schwarzenberg–Zwickau in Richtung Aue (Sachs)–Zwickau von der Bahnstrecke Vejprty–Annaberg-Buchholz unt Bf ab. Mit der Eröffnung eines zusätzlichen Haltepunkts für Buchholz erhielt der Bahnhof im Jahr 1902 den Zusatz Buchholz Bahnhof, welcher jedoch 1911 wieder rückgängig gemacht wurde. Die Bahnmeisterei des Bahnhofs wurde im Jahr 1932 aufgelöst.
Nach der Vereinigung der Städte Annaberg und Buchholz zur Stadt Annaberg-Buchholz im Jahr 1945 erfolgte vier Jahre später eine Umbenennung aller Stationen im Stadtgebiet. Der Buchholzer Bahnhof trägt seit dem 1. September 1949 die Bezeichnung Annaberg-Buchholz Süd. Nach dem Zweiten Weltkrieg kam der grenzüberschreitende Zugverkehr zum Erliegen in Richtung Vejprty zum Erliegen. Alle Züge aus Richtung Flöha verkehrten nurmehr bis Bärenstein. Die ČSD übernahmen den einstigen Reichsbahnteil des Bahnhofs Vejprty. Da im nunmehrigen Wendebahnhof Bärenstein (Kr Annaberg) keine Drehscheibe und kein Umfahrgleis vorhanden war, mussten die Wendeloks der Baureihe 38 den Bahnhof Bärenstein in Richtung Chemnitz (seit 1953 Karl-Marx-Stadt) wieder mit dem Tender voraus verlassen und rückwärts bis zum Bahnhof Annaberg-Buchholz Süd fahren. Erst hier bekam jeder Zug eine neue, Richtung Chemnitz gedrehte Lok. Dadurch kam es zu erheblichen Fahrzeitverlängerungen und erhöhtem Personalaufwand.
1983 wurde der Containerbahnhof eröffnet. Nach der Deutschen Wiedervereinigung ging der Güter- und Personenverkehr der Eisenbahn jedoch dramatisch zurück. Als Folge wurde Containerbahnhof bereits 1991 wieder geschlossen. Auf der Bahnstrecke Annaberg-Buchholz–Schwarzenberg wurde der Güterverkehr zum Jahreswechsel 1994/95 eingestellt, der planmäßige Personenverkehr folgte auf dieser Strecke am 27. September 1997. Seit dem Jahr 2009 wird diese Bahnstrecke an einzelnen Wochenenden im Sommerhalbjahr als Erzgebirgische Aussichtsbahn für den touristischen Ausflugsverkehr genutzt. Verantwortliches Eisenbahnverkehrsunternehmen ist der Verein Sächsischer Eisenbahnfreunde e.V.
Der Bahnhof Annaberg-Buchholz Süd stellt einen Bahnknoten touristisch genutzter Eisenbahnstrecken im oberen Erzgebirge dar. Neben der von der Erzgebirgischen Aussichtsbahn befahrenen Bahnstrecke Annaberg-Buchholz–Schwarzenberg ist auch der Streckenabschnitt der Bahnstrecke Vejprty–Annaberg-Buchholz unt Bf zwischen den Bahnhöfen Annaberg-Buchholz unt Bf und Cranzahl von touristischer Bedeutung. In Cranzahl besteht Anschluss an die schmalspurige Fichtelbergbahn und im Saisonverkehr über den oberen Streckenabschnitt der Bahnstrecke Vejprty–Annaberg-Buchholz unt Bf zum Bahnhof Vejprty und über die Bahnstrecke Chomutov–Vejprty nach Chomutov.

## Verkehrsanbindung
| Linie | Linienverlauf                                              | Takt (min) | EVU            |
| ----- | ---------------------------------------------------------- | ---------- | -------------- |
| RB 80 | Chemnitz – Flöha – Zschopau – Annaberg-Buchholz – Cranzahl | 060        | Erzgebirgsbahn |

## Stellwerke
Mit der Inbetriebnahme eines neuen Stellwerks wurden im Jahr 2005 die bestehenden Stellwerke B1 und W2 aufgelassen. In der Folgezeit erfolgte der Abriss des Stellwerks B1, der Verwaltung des Bahnbetriebswerks und der Lokleitung sowie eines Schuppens. Am Bahnhof Annaberg-Buchholz Süd erproben Siemens und DB Netz seit 2014 eine für Siemens neue Stellwerksarchitektur von elektronischen Stellwerken, bei der die Kommunikation zwischen Stellwerksrechner und Signalen über ein IP-Netzwerk und mit einer standardisierten Schnittstelle „SCI-LS“ erfolgt. Dies erlaubt den Einsatz von preisgünstiger Netzwerkinfrastruktur, außerdem ermöglichen standardisierte Schnittstellen die Einbindung von Leit- und Sicherungstechnik-Komponenten unterschiedlicher Hersteller. (Digitales Stellwerk)
Im November 2016 wurde der Testbetrieb aufgenommen. Ab Ende 2017 waren die standardisierten Schnittstellen für Lichtsignale (SCI-LS), Achszähler (SCI-TDS) und Weichen (SCI-PM) mit einbezogen, die Bedienschnittstelle (SCI-CC) noch nicht umgesetzt. Die Zulassung erfolgte nach Verwaltungsvorschrift BAU-STE durch das Eisenbahn-Bundesamt. Die entsprechenden Lastenhefte wurden im Oktober 2014 fixiert. Auf dieser Grundlage wurde das bestehende Stellwerk (Siemens Simis D) auf die dezentrale, IP-basierte Architektur umgerüstet. Die Zulassung erfolgte auf Grundlage der Verwaltungsvorschrift BAU-STE durch das Eisenbahn-Bundesamt. Eine ursprünglich geplante Zulassung nach Verwaltungsvorschrift NTZ (Neue Typzulassung) wurde auf Antrag des Auftraggebers zu Gunsten der Zulassung nach Verwaltungsvorschrift BAU-STE umgestellt, die Inbetriebnahme dadurch verzögert.
Die Auslieferung der Anlage erfolgte 2016. Nach der Abnahme durch das Eisenbahn-Bundesamt und der Zulassung am 18. Januar 2018 ging das Stellwerk am 19. Januar 2018 regulär in Betrieb. Es ist laut Angaben der DB und Siemens das erste digitale Stellwerk in Europa.
Am 12. April 2018 erfolgte die symbolische erste Weichenstellung sowie der Startschuss für die Gründung des Smart Rail Connectivity Campus, in dessen Rahmen neue Technologien im Bereich der Erzgebirgsbahn erprobt werden sollen.
In Annaberg-Buchholz wurden die 2012 vordefinierte NeuPro-Architektur umgesetzt, die Entwicklung der Produkte begann auf Grundlage der 2014 festgelegten Lastenhefte. Dabei wurde eine ESTW-Zentraleinheit (ESTW-ZE), eine Gleisfeldvernetzung (IP, Ethernet, Energieversorgung) sowie die Teilsysteme Signal, Weiche und Achszähler umgesetzt. Während im Pilotprojekt alles vom Lieferanten (Siemens) umgesetzt wurde, sollen bei zukünftigen DSTW-Projekten dazu jeweils eigene Vergabelose gebildet werden. Stellwerk und Object Controller haben eine projektbezogene Zulassung erhalten. Das Stellwerk umfasst zwölf Ks-Signale, ein Licht-Sperrsignal, drei Weichen sowie 16 Gleisfreimeldeabschnitte.

## Ladestation für Akkuzüge

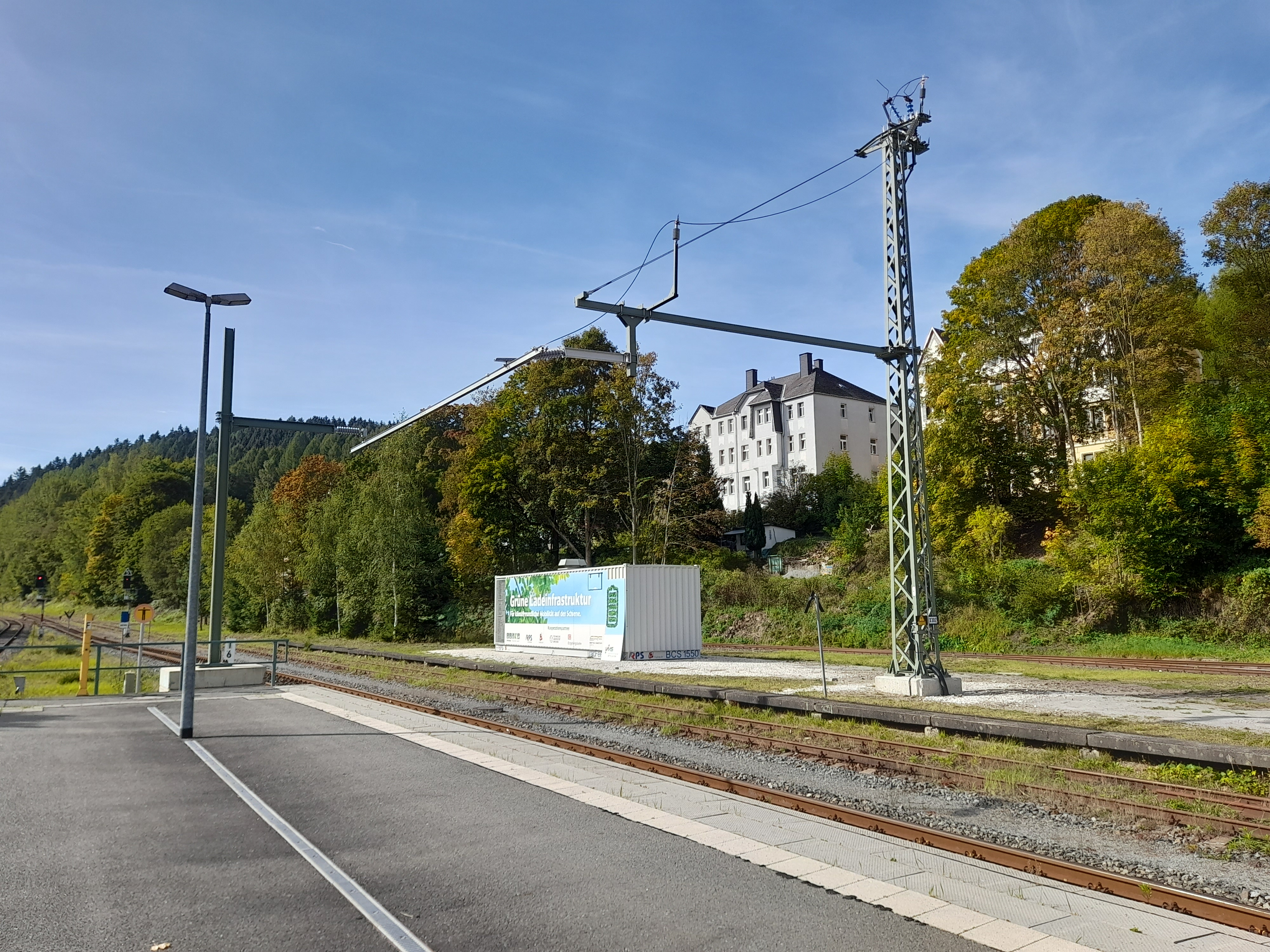
Bahnhof Annaberg-Buchholz Süd, mobile Ladestation für Akkuzüge (2023)

Am 21. September 2023 wurde im Bahnhof eine Ladestation für Akkuzüge in Betrieb genommen. Damit können entsprechende Triebfahrzeuge mit einer Sonderspannung von 15 kV 50 Hz anstatt 15 kV 16,7 Hz über den Stromabnehmer geladen und nach erfolgter Zulassung dieser Station künftig Dieseltriebzüge auf nicht elektrifizierten Eisenbahnstrecken durch Akkuzüge substituiert werden.

## Bilder

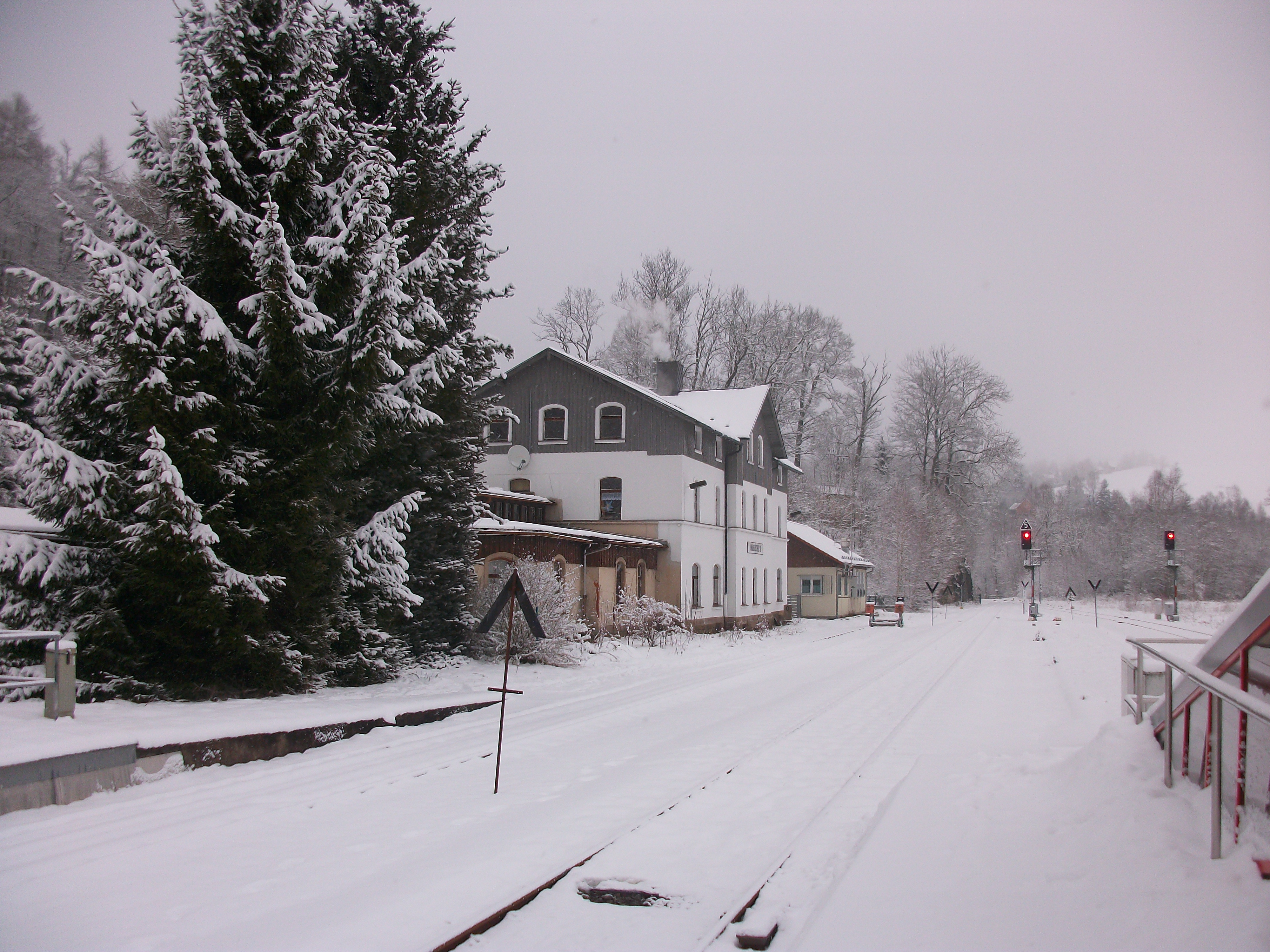
Empfangsgebäude (2018)
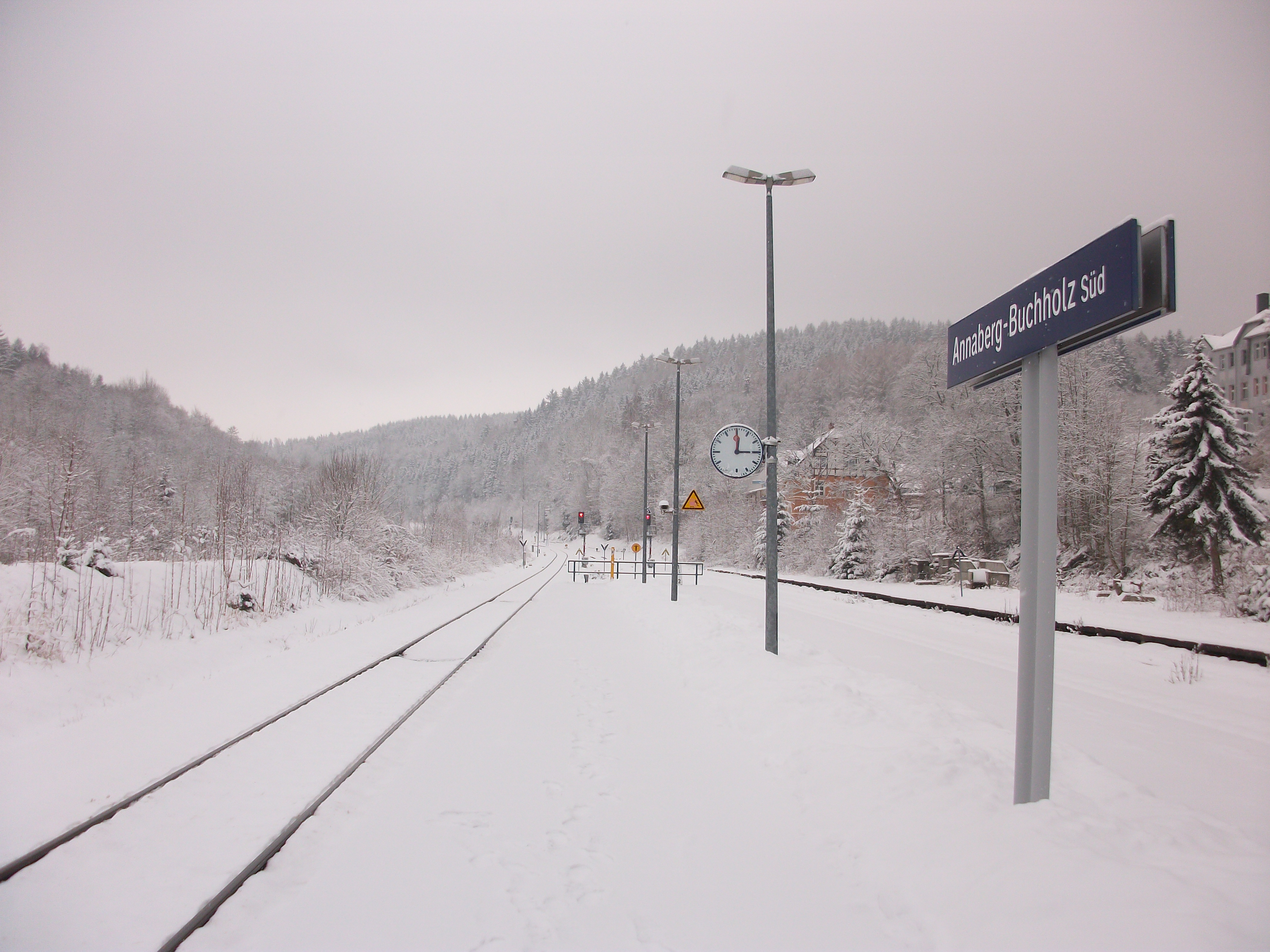
Gleise (2018)
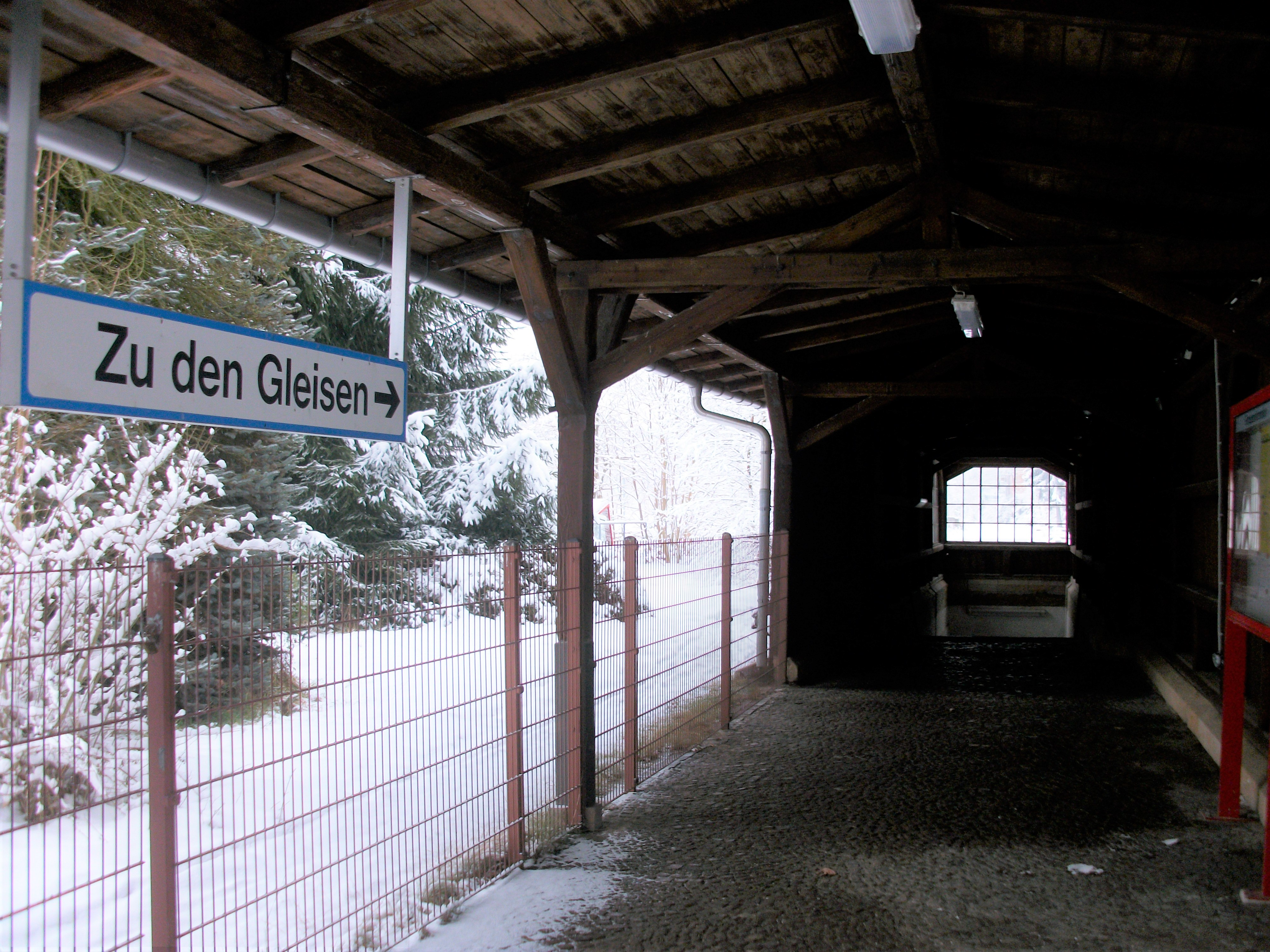
Personentunnel (2018)
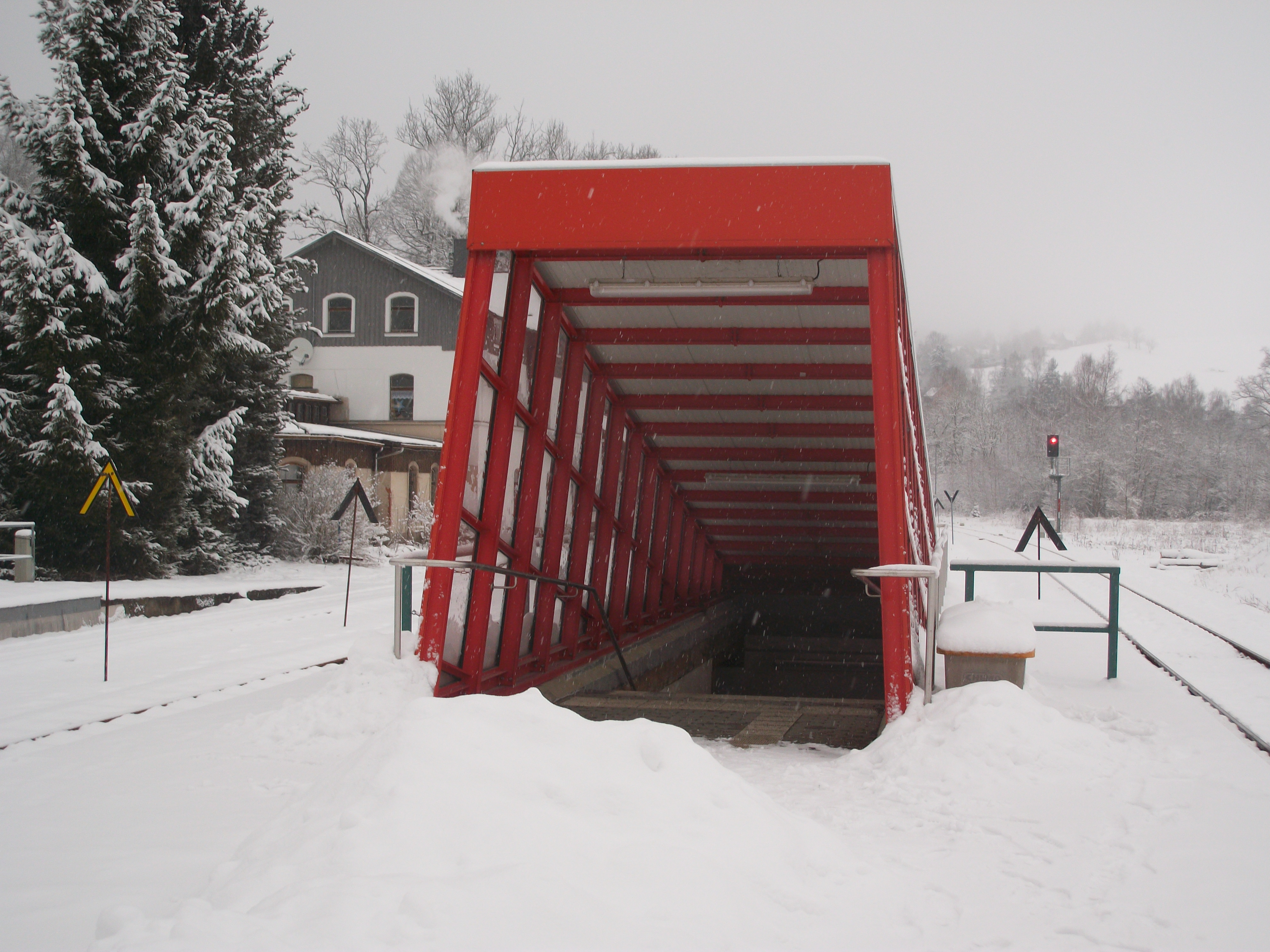
Personentunnel (2018)